# Zaginiona kopalnia złota Lost Dutchman’s w Arizonie

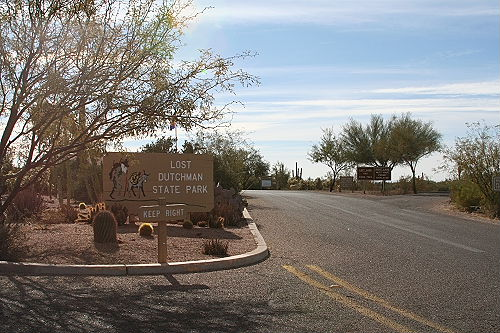
Wjazd do Lost Dutchman State Park

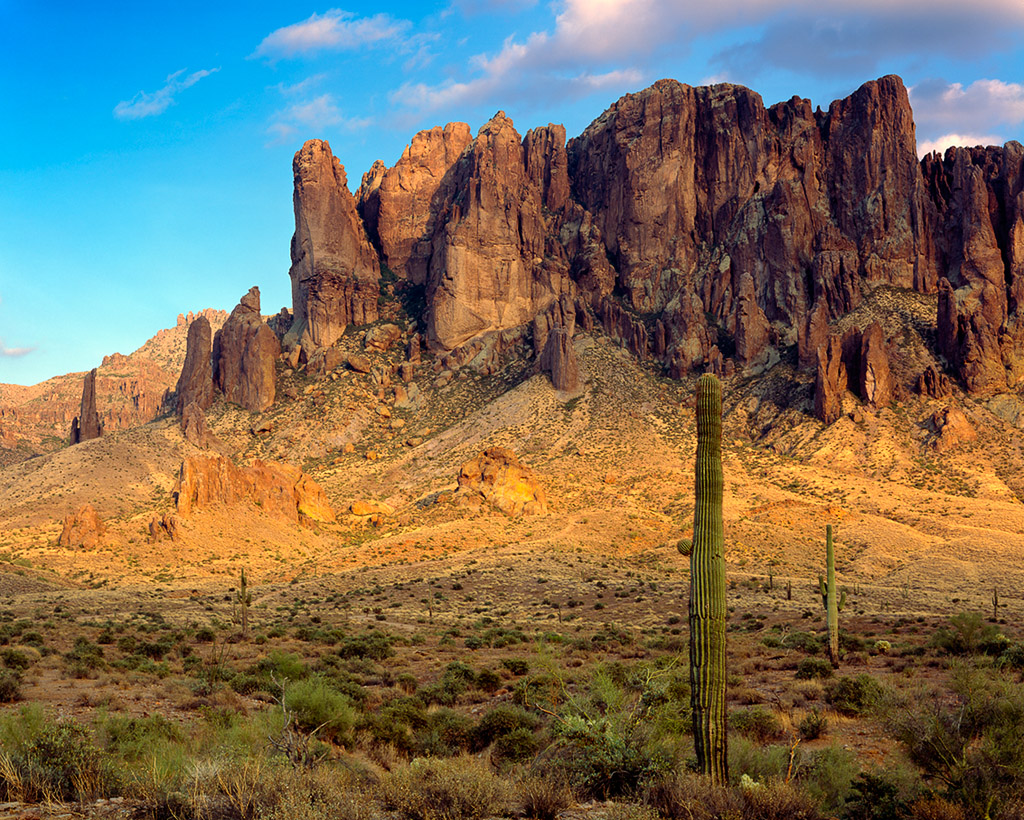
Wschodnia krawędź pasma Superstition Mountains

Zaginiona kopalnia złota Lost Dutchman’s w Arizonie (ang. Lost Dutchman’s Gold Mine) (znana również pod innymi podobnymi nazwami) – rzekoma, bardzo zasobna kopalnia złota ukryta w masywie górskim Superstition Mountains w pobliżu Apache Junction, na wschód od Phoenix, w Arizonie w Stanach Zjednoczonych. W chwili obecnej jest to park stanowy, wszelka działalność niezwiązana z turystyką na tym terenie jest więc całkowicie zakazana.
Nazwa kopalni wzięła się od przezwiska niemieckiego imigranta o nazwisku Jacob Waltz „Dutchman” (co właściwie znaczy „Holender”, ale było powszechnym, choć nieprawidłowym, amerykańskim slangowym określeniem „Niemca”, pochodzącym od niemieckiego słowa „Deutsch”). Chodzi tu o najsłynniejszą zaginioną kopalnię złota w dziejach Ameryki: pochodzący z Arizony ekspert Byrd Granger odnotował, że do roku 1977 Lost Dutchman Mine była opisywana co najmniej sześć razy częściej niż dwie inne legendy: o skarbie pirata kapitana Kidda i zaginionej kopalni Peglega Smitha w Kalifornii. Robert Blair twierdzi, że ludzie szukali Lost Dutchman’s Mine co najmniej od roku 1892, podczas gdy Byrd Granger pisze, iż według jego obliczeń około osiem tysięcy osób poszukuje jej rokrocznie.
Sceptycy twierdzą, że istnienie kopalni nie ma potwierdzenia w faktach i jest jedynie legendą, aczkolwiek, jak odnotowano poniżej, Blair twierdzi, że wszystkie główne składowe całej historii noszą znamiona, przynajmniej częściowo, prawdy.
Należy dodać, że w roku 1997 pasmo Superstition nawiedziło szczególnie silne trzęsienie ziemi, które w sposób znaczący zmieniło uprzednią konfigurację terenu.

## Inne kopalnie tajemniczego Niemca
Blair pisze o co najmniej czterech kopalniach legendarnego Dutchmana na obszarze Amerykańskiego Zachodu, w tym najsłynniejszej kopalni w górach Superstition. Jedna taka kopalnia miała znajdować się w Kolorado, inna w Kalifornii; dwie, jak mówiono, znajdowały się w Arizonie. Ślady opowieści o tych kopalniach sięgają co najmniej lat siedemdziesiątych XIX wieku. Najwcześniejsza z nich, w Arizonie, miała znajdować się w okolicach Wickenburga, 180 km na północny zachód od pasma Superstition: ciało „Dutchmana” miało być jakoby odnalezione na pustyni koło Wickenburga wraz z sakwami pełnymi złota. Blair sugeruje, że „fragmenty tej legendy zostały w plotkach połączone z historią mitycznej kopalni Jacoba Waltza”. Nie wiadomo jednak, czy pojęcie „kopalnia” dotyczy poszukiwanej kopalni w paśmie Superstition, czy też wiąże się z ukrytym transportem złota w postaci rudy, sztab lub monet w zupełnie innym miejscu.
Granger pisze, że „prawda i fikcja są tu równo wymieszane”, ale że w całej tej historii jawią się trzy zasadnicze elementy: „Po pierwsze mamy tu do czynienia z ukrytą kopalnią Apaczów lub też z kopalnią dr. Thorne’a; po drugie ze wszystkimi bajkami na temat Dutchmana; i, na koniec, z historią trzech żołnierzy... najbardziej kompletna wersja to kompilacja wszystkich trzech legend”. Blair nie zgadza się twierdząc, że w każdej z tych legend tkwi ziarno prawdy.
W 1977 roku Granger obliczył, że istnieją 62 wersje historii zaginionej kopalni, ale tylko trzy spośród nich różnią się od siebie zdecydowanie. Oto krótkie podsumowanie każdej z nich:

### Historia dr. Thorne’a

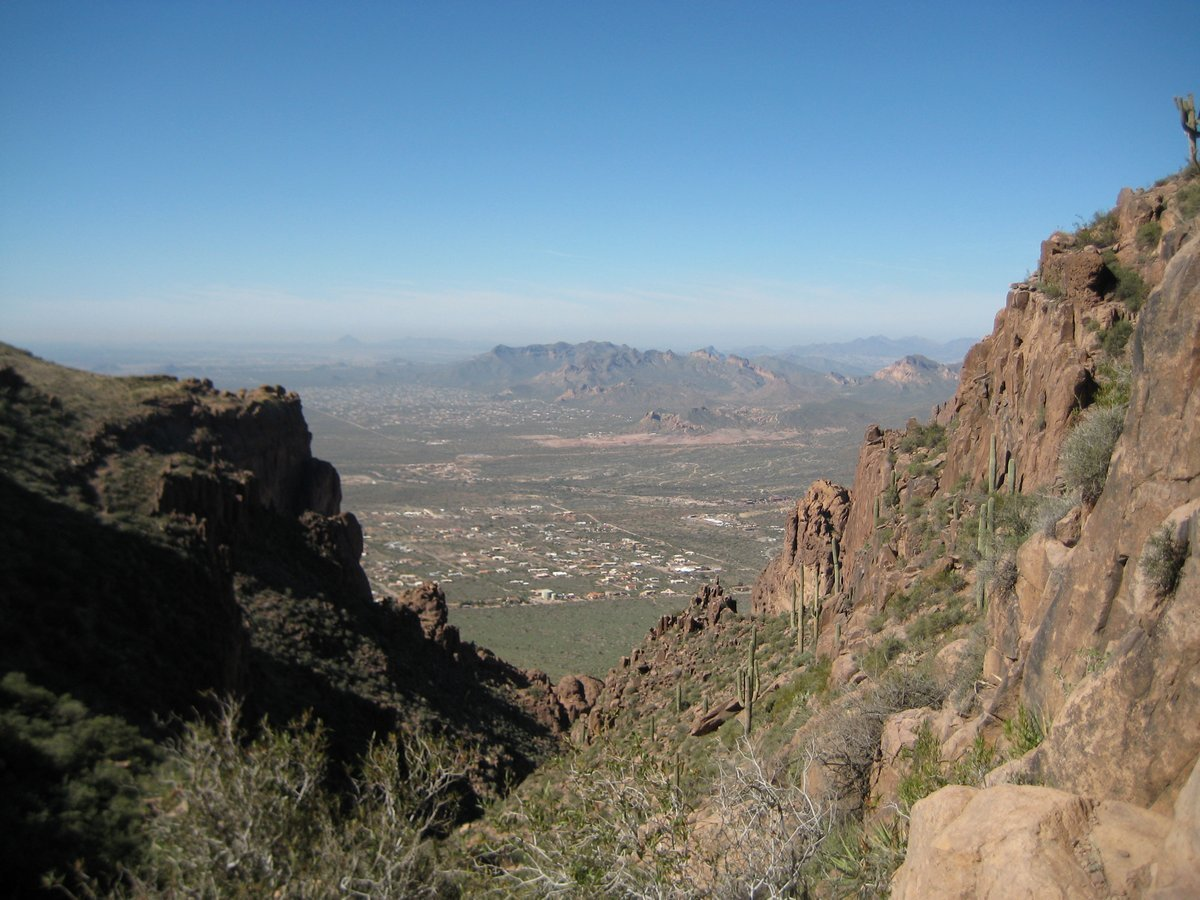
Widok ze szczytów pasma Superstition na dolinę

Podobno Indianie z plemienia Apaczów posiadali zasobną kopalnię złota w paśmie  Superstition. Czasami wymieniano przy tej okazji znanego wodza Geronimo.
W latach pięćdziesiątych XIX wieku lekarz nazwiskiem Thorne wyleczył chorego lub rannego Apacza, który był wodzem plemienia, i w nagrodę zabrano go do kopalni złota, skąd mógł zabrać tyle kruszcu, ile zdołał unieść. Indianie zachowywali środki ostrożności: w obie strony prowadzili Thorne’a okrężną drogą i z zawiązanymi oczami. Po powrocie do cywilizacji Thorne nie chciał lub nie był w stanie wskazać miejsca, gdzie znajdowała się kopalnia.

#### Prawda o doktorze
Szczegół, który rzuca cień na całą historię, to to, że – zdaniem Blaira – ani Armia, ani instytucje rządowe nie zatrudniały żadnego dr. Thorne’a w latach sześćdziesiątych XIX wieku, a tylko taki miał prawo udzielać pomocy rannym lub chorym Indianom. Według Blaira ślad prowadzi przypuszczalnie do cywilnego lekarza o tym samym nazwisku, który miał prywatną praktykę w Nowym Meksyku. Ów dr Thorne twierdził, że w roku 1854 został ujęty przez Nawahów i że w czasie pobytu wśród nich odkrył bogatą żyłę złota. Thorne opowiedział o swym odkryciu trzem żołnierzom US Army w roku 1858. Żołnierze próbowali odnaleźć złoto, ale bezskutecznie. Wraz z upływem lat ta historia wtapiała się stopniowo w legendę zaginionej kopalni.

### Opowieść o Peralcie
W większości tych wariantów opowieści żyłę złota odkryła rodzina niejakiego Miguela Peralty. Gdy przystąpiła do eksploatacji, została napadnięta przez Apaczów i wszyscy jej członkowie zginęli; miało to wydarzyć się około roku 1850.
Według Blaira historia Peralty jest nieprawdziwa. Pisze tak: „Eksploatacja kopalni złota w Górach Superstition przez Peraltę i jego rodzinę to wymysł XX-wiecznych autorów”. Człowiek o nazwisku Miguel Peralta rzeczywiście eksploatował wraz z rodziną dochodową kopalnię złota, ale było to w latach sześćdziesiątych XIX wieku i nie w Arizonie, a w pobliżu miasta Santa Clarita w Kalifornii. Kopalnia musiała być rzeczywiście dochodowa, skoro dała Peralcie około 35 000 USD w niecały rok; Blair twierdzi, że był to „niezwykle dobry zarobek” jak na tak małą kopalnię i tak krótki okres.
Gdy żyła ta została wyczerpana, a zarobione pieniądze skończyły się, Miguel Peralta nie zawahał się przed popełnieniem przestępstwa. Dr George M. Willing zapłacił Peralcie 20 000 USD za prawa wydobywcze na ogromnym obszarze 12 000 km² w południowej Arizonie i Nowym Meksyku – w oparciu o przywilej wystawiony przez władców Hiszpanii w XVIII wieku. Kłopoty zaczęły się w chwili, gdy Willing zorientował się, że przywilej to falsyfikat. Mimo wysiłków, Willingowi nigdy nie udało się odzyskać pieniędzy, które dał Peralcie.

### Mit o zaginionej kopalni
W legendzie tej występuje dwóch Niemców: Jacob Waltz (lub Weitz, Walls, Welz, Walz, etc) i Jacob Weiser (bądź Weitzer). Jednakże według Blaira jest całkiem prawdopodobne, że nigdy nie było drugiego mężczyzny o nazwisku Weiser, a jedynie Waltz, który w ciągu lat formowania się legendy zaczął  być traktowany jak dwie różne osoby. W większości wersji Waltz i/lub Weiser natrafili na bogatą żyłę w Superstition Mountains (w wielu wersjach ocalili życie członkowi rodziny Peralty, a w nagrodę zostali poinformowani o miejscu, gdzie znajduje się kopalnia). Weiser został zaatakowany i zraniony (przez napotkanych Apaczów lub zachłannego Waltza), ale żył jeszcze wystarczająco długo, by opowiedzieć o wszystkim człowiekowi zwanemu dr Walker. Natomiast Waltz miał również opowiedzieć na łożu śmierci o kopalni niejakiej Julii Thomas, a nawet narysować prymitywną mapę.
Julia Thomas miała uzyskać od Waltza następujące informacje:
1. Aby zobaczyć turnię Weaver’s Needle na południu, musiał wspiąć się powyżej wejścia do kopalni.
2. Ze swej kopalni mógł widzieć drogę zwaną Military Trail, ale z Military Trail nie można było zobaczyć kopalni.
3. Aby dostać się do wnętrza kopalni, musiał czołgać się przez ciasny tunel.
4. Poniżej kopalni w odległości około mili znajduje się skała przypominająca wyglądem ludzką twarz.
5. Promień wschodzącego słońca pada na złoto. Należy pamiętać, że powiedział też, że ukrył wydobyte złoto niedaleko kopalni. Zachodzi więc pytanie, czy chodzi o kopalnię, czy o zmagazynowane wydobyte złoto.
6. Powyżej kopalni znajduje się jakiś szczyt.
7. Ukrył kopalnię pod jałowcem.
8. Kopalnia znajduje się w takim miejscu, że nikomu nie przyszłoby do głowy, by jej tam szukać.
9. Niedaleko znajduje się niewykończony kamienny domek.
10. Teren wokół kopalni jest tak dziki, że można stać u samego wejścia do kopalni i nie widzieć jej.
11. Blisko wejścia rośnie jałowiec, który jedną gałęzią wskazuje Weaver’s Needle.
12. W kopalni znajduje się 45-centymetrowej grubości żyła różowego kwarcu z bryłkami złota i druga żyła kwarcu z hematytem, zawierająca około 30% złota.
13. Kopalnia znajduje się w pobliżu jaskini nadającej się na kryjówkę[13].

### Historia żołnierzy
W innej wersji legendy trzech (lub więcej) żołnierzy US Army miało jakoby odkryć żyłę prawie czystego złota w (lub w pobliżu) Superstition Mountains. Żołnierze ci mieli nawet pokazać komuś trochę tego złota, ale wkrótce potem zostali zabici lub też zaginęli.
Opowieść ta jest zazwyczaj datowana na rok 1870 lub około niego. Blair twierdzi, że ma to swe źródła w próbie znalezienia przez trzech żołnierzy żyły złota na podstawie tego, co (prawdopodobnie jest to historia prawdziwa) opowiedział im dr Thorne, lekarz z Nowego Meksyku.

## Prawdziwy Jacob Waltz

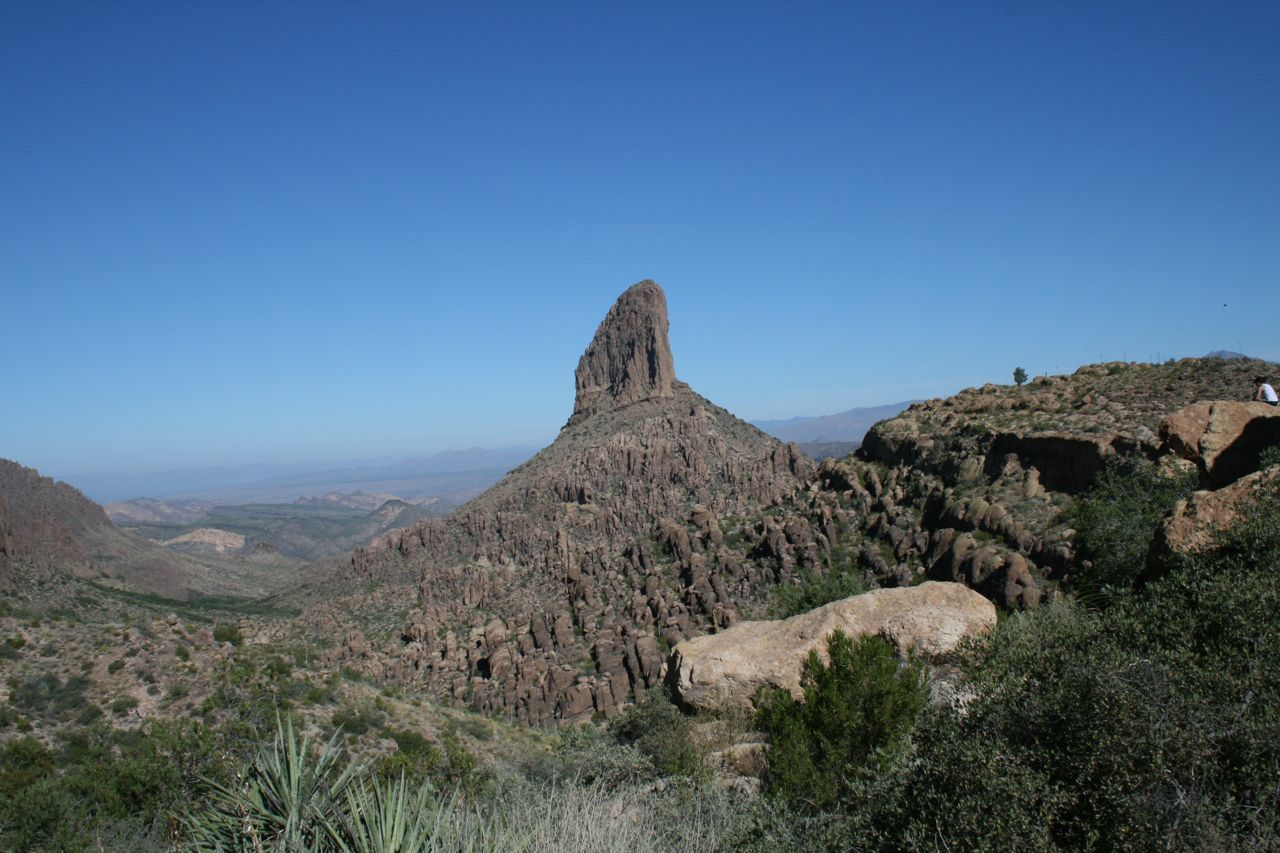
Weavers Needle w górach Superstition

Blair przedstawia liczne dowody istnienia Jacoba Waltza i sugeruje, że istnieje jeszcze jeden dowód potwierdzający, że Waltz zgłosił odkrycie (lub też, że słyszał o istnieniu) bogatej żyły bądź miejsca ukrycia złota. Uważa jednocześnie, że pierwotna opowieść została wypaczona kolejnymi dodatkami, co powoduje, że przypomina ona grę w głuchy telefon.
Rzeczywiście istniał Jacob Waltz, który przybył do Stanów Zjednoczonych z Niemiec. Najwcześniejszym dokumentem jest jego podanie o przyznanie prawa stałego pobytu z roku 1848, w którym Waltz podał, że ma „38 lat lub coś koło tego”. Wiemy, że człowiek o nazwisku Jacob Waltz urodził się we wrześniu 1810 w Wirtembergii. Blair sugeruje, że ów Waltz może być tożsamym z Waltzem, który później został legendarnym „Dutchmanem”, nie zapominajmy przy tym, że nazwisko „Waltz” jest w Niemczech dość popularne.
Waltz w latach sześćdziesiątych XIX wieku osiadł w Arizonie i mieszkał w tym stanie przez większość życia. Poszukiwał złota jak wielu innych, ale chyba bez większego powodzenia. W roku 1870 Waltz wszedł w posiadanie 64 ha ziemi w pobliżu Phoenix, gdzie miał niewielkie gospodarstwo rolne.
W roku 1891 okolice Phoenix nawiedziła katastrofalna powódź, a farma Waltza znalazła się wśród tych doszczętnie zniszczonych. Wtedy to zachorował (podobno na zapalenie płuc). Zmarł 25 października 1891, a w ostatnich dniach opiekowała się nim sąsiadka Julia Thomas (zwykle określana jako kwateronka).
Blair uważa, że nie należy wątpić, iż Waltz wyjawił Thomas miejsce, w którym znajdowała się kopalnia. 1 września 1892 gazeta „Arizona Enterprise” donosiła o próbie dotarcia przez Thomas i kilka innych osób do kopalni, o której mówił jej Waltz. Wyprawa się jednak nie udała, a Thomas i jej partnerzy zaczęli sprzedawać kopie mapy po 7 dolarów za sztukę.

## Śmierć Adolpha Rutha
Gdyby nie śmierć amatora-odkrywcy i łowcy złota nazwiskiem Adolph Ruth, historia zaginionej niemieckiej kopalni nie wyszłaby poza szczegóły historii Arizony, jak setki innych „zaginionych kopalń”, o których plotki krążyły po całym Zachodzie Stanów Zjednoczonych. Ruth zaginął w trakcie poszukiwań kopalni latem roku 1931. Jego czaszkę – z dwiema dziurami po kulach – znaleziono w pół roku później, co stało się natychmiast wiadomością z pierwszych stron gazet w całej Ameryce i rozpropagowało legendę zaginionej kopalni.
W historii tej, która nawiązuje do wcześniejszych opowieści, syn Rutha, adwokat Erwin C. Ruth, miał jakoby dowiedzieć się o kopalni Peralty od niejakiego Pedro Gonzalesa (lub Gonzaleza). Podobno około roku 1912 Erwin C. Ruth udzielił kilku porad prawnych Gonzalesowi, ratując go tym samym od uwięzienia; z wdzięczności Gonzales opowiedział Erwinowi o kopalni Peralty w górach Superstition, a nawet dał mu stare mapy tych okolic (Gonzales twierdził, że był potomkiem Peralty ze strony matki). Erwin przekazał informację swemu ojcu Adolphowi, który od dawna interesował się takimi sprawami. W czasie jednej z poprzednich wypraw, poszukując zaginionej kopalni Peglega w Kalifornii, starszy Ruth spadł ze skały i doznał poważnych obrażeń; w kościach nóg miał metalowe trzpienie, a chodząc posługiwał się laską.
Mimo niepełnosprawności, w czerwcu 1931 Ruth postanowił odnaleźć zaginioną kopalnię. Po przybyciu w okolice masywu Superstition, zatrzymał się na ranczu Texa Barkely'ego, gdzie przygotowywał się do wyprawy. Barkely kilkakrotnie prosił Rutha, by zrezygnował, przekonując go, że poszarpane skaliste stoki Superstition Mountains mogą być trudne dla doświadczonego turysty, a co dopiero dla 66-letniego, kulawego Rutha.
Ruth zlekceważył jednak przestrogi Barkely'ego i ruszył w góry, zapowiadając, że wróci po dwóch tygodniach. W wyznaczonym terminie nie wrócił, a pobieżne poszukiwania nie dały rezultatu. Dopiero w grudniu 1931 „Arizona Republic” doniosła o znalezieniu ludzkiej czaszki w masywie Superstition Mountains. By zbadać, czy nie jest to przypadkiem czaszka Rutha, zatrudniono powszechnie znanego czeskiego antropologa Aleša Hrdličkę, któremu dostarczono kilka zdjęć Rutha, wraz z jego kartami leczenia stomatologicznego. Jak pisze Curt Gentry, „dr Hrdlicka pozytywnie zidentyfikował czaszkę, jako należącą do Adolpha Rutha. Jednocześnie oświadczył, po przebadaniu otworów (w czaszce), że wszystko wskazuje na to, iż dwa strzały, prawdopodobnie ze strzelby, zostały oddane z najbliższej odległości”.
W styczniu 1932 znaleziono kolejne szczątki ludzkie w odległości około 1200 m od miejsca znalezienia czaszki. Jakkolwiek szczątki te były porozrzucane (zapewne przez drapieżniki), udało się ustalić z całą pewnością, że były to szczątki Rutha: znaleziono na miejscu wiele przedmiotów należących do zmarłego, w tym pistolet (z którego ani razu nie wystrzelono) i metalowe trzpienie w kościach nóg. Znaleziono również notatnik Rutha, w którym opisywał całą swoją wspinaczkę, gdy próbował odnaleźć zaginioną kopalnię. Ostatni zapis mówi niewiele (a zarazem wiele) i składa się z trzech słów: „Veni, vidi, vici” („przyszedłem, zobaczyłem, zwyciężyłem”). Jedno, czego nie udało się odnaleźć, to mapa, którą Ruth musiał mieć przy sobie.
Władze Arizony nigdy nie podjęły kroków prawnych w związku ze śmiercią Rutha. Twierdziły, że Ruth zmarł z powodu odwodnienia organizmu lub na skutek choroby serca (jak pisze Gentry, „jeden z oficjeli posunął się nawet do stwierdzenia, że [Adolph Ruth] popełnił samobójstwo... Wprawdzie teoria ta nie neguje istnienia dwóch otworów po kulach, trudno doprawdy wytłumaczyć, w jaki sposób Ruth mógł wyczyścić i przeładować broń po strzeleniu sobie dwa razy w głowę”. Blair odnotował, że wnioski wyciągnięte przez władze stanowe zostały z oburzeniem odrzucone przez rodzinę, a także „przez tych, którym bardziej przypadła do gustu romantyczna historia morderstwa popełnionego dla zdobycia mapy”.
Blair pisze, że „krajowe agencje prasowe rzuciły się na temat [śmierci Rutha] i wykorzystywały go do granic możliwości”, przypuszczalnie widząc w tej tajemniczej historii sensację, która mogła odciągnąć uwagę czytelników od codziennych problemów związanych z wielkim kryzysem lat trzydziestych.

## Podobne przypadki i czasy obecne
Po śmierci Rutha doszło do kilku innych tajemniczych przypadków śmierci lub zaginięcia w masywie Superstition, ale nie ma pewności, które z doniesień o nich można uznać za prawdziwe.
- W połowie lat czterdziestych XX wieku odnaleziono bezgłowe szczątki poszukiwacza złota nazwiskiem James A. Cravey, który zaginął po wyruszeniu na poszukiwania zaginionej kopalni.
- W książce wydanej w roku 1945 Barry Storm napisał, że cudem uniknął śmierci z rąk tajemniczego snajpera, którego określił mianem „Mr. X”. Storm był zdania, że Adolph Ruth mógł paść ofiarą tego samego snajpera[28].

Poszukiwania zaginionej kopalni trwają. Jednym z tych, którzy wciąż poszukują śladu kopalni, jest były prokurator generalny Arizony Bob Corbin.
Według wielu ekstremalnych wersji legendy, kopalnia jest albo władana przez upiory, albo chroniona przez nieznanych strażników, którzy chcą utrzymać miejsce jej rzeczywistego istnienia w tajemnicy.